# جون روبرت ديلوورث
جون روبرت ديلورث (بالإنجليزية: John R. Dilworth)‏ من مواليد 14 فبراير 1963 هو رسّام رسوم متحركة أمريكي وممثل ومخرج وكاتب ومنتج ومبدع المسلسل التلفزيوني المتحرك كوردج الجبان ظهر عمله بشكل أساسي على سي بي إس وشوتايم وإتش بي أو وشبكة فوكس التلفزيونية وكرتون نتورك ونيكلوديون وإم تي في.

## الحياة الشخصية
التحق ديلوورث بكلية الفنون البصرية في نيويورك حيث تخرج في عام 1985 مع بكالوريوس في الآداب.

## الحياة المهنية
بعد التخرج، أصبح ديلوورث مديرًا فنيًا في بالدي وبلوم وويلان للإعلان، لكنه استمر في العمل على أفلامه الخاصة في وقت فراغه، حيث قدم الكثير من تمويله الخاص، تم ترشيح فيلمه المتحرك القصير الدجاج من الفضاء الخارجي لجائزة الأوسكار، في عام 1996 كلفت كرتون نتورك في وقت لاحق ديلورث لتحويل الحلقة القصيرة إلى سلسلة والتي أصبحت في نهاية المطاف كوردج الجبان، ديلوورث هو رئيس شركة Stretch Films وهو استوديو للتصميم والرسوم المتحركة مقره في نيويورك، أسسه في عام 1991 كما عمل على الافتتاح الأصلي لي نيكتونز وليعمل فيها مثل راجراتس والمراهقة الآلية، فضلا عن سلسلة الرسوم المتحركة PB&J Otter لشركة ديزني
أنشأ ديلوورث سلسلة من تسعة شورتات متحركة لي شارع السمسم استنادًا إلى فيلمه المستقل، «المعكرونة ونيد» يدعى «نيد» على اسم المؤلف نيد ويلارد، وهو معلم
كما ظهر عرض ديلوورث القصير «غاضب» في 1994 في عطلة نهاية الأسبوع الرسوم المتحركة MTV وكان فيلمه الاختراق وبيردي Dirdy, التي بث على السوشي الكرتون MTV وعلى كوميدي سنترال وكان مستشار الرسوم المتحركة من Gumby: The Movie وكان أيضا واحدا من Drew Carey's Green Screen Show
ديلورث ظهر في سلسلة pixilation في 2013 وهي رسوم متحركة قصيرة اسمها Subconscious Password انشأت من قبل كريس لاندريث
في عام 2017، يكمل ديلوورث أحدث رسومه المتحركة "Goose in High Heels" ويمكن الاطلاع على هذه العملية على قناة يوتيوب له اسمها Stretch Films

## روابط خارجية
- جون روبرت ديلوورث على موقع IMDb (الإنجليزية)
- جون روبرت ديلوورث على موقع قاعدة بيانات الفيلم (الإنجليزية)
- جون روبرت ديلوورث على موقع كينوبويسك (الروسية)